# Euphrasia bicknelli
Euphrasia bicknelli är en snyltrotsväxtart som beskrevs av Richard von Wettstein. Euphrasia bicknelli ingår i släktet ögontröster, och familjen snyltrotsväxter. Inga underarter finns listade i Catalogue of Life.